# Welmel Shet'
Welmel Shet' är ett vattendrag i Etiopien.   Det ligger i regionen Oromia, i den södra delen av landet, 400 km sydost om huvudstaden Addis Abeba.